# Tretton år
Tretton år är en country/dansbandslåt skriven av Errol Norstedt (Eddie Meduza). Texten handlar om att sångaren tänker tillbaka på sin barndom.
Trots att Errol Norstedt är låtskrivaren, så släpptes den första versionen av låten med dansbandet Tommy Elfs redan 1974.
Låten släpptes som en singel med Errol Norstedt 1975 med låten "Här hemma" som B-sida. Båda låtarna släpptes även på albumet Errol samma år.

### Fotnoter
1. ↑  Svensk mediedatabas, läst 30 maj 2013
2. ↑  ”Errol – Tretton År”. Discogs. https://www.discogs.com/Errol-Tretton-%C3%85r/release/4796541. Läst 13 juli 2019.